# Scurrilous
Scurrilous è il terzo studio album del gruppo musicale canadese metalcore/mathcore dei Protest the Hero, pubblicato nel 2011.
Da questo album viene estratto come primo singolo "C'est la Vie" il 3 febbraio 2011.

## Tracce
1. C'est la Vie – 3:33
2. Hair-Trigger – 4:48
3. Tandem – 5:12
4. Moonlight – 4:48
5. Tapestry – 4:29
6. Dunsel – 4:52
7. The Reign of Unending Terror – 3:25
8. Termites – 3:56
9. Tongue-Splitter – 4:34
10. Sex Tapes – 4:41

## Formazione
- Rody Walker - voce
- Tim Millar - chitarra
- Luke Hoskin - chitarra
- Arif Mirabdolbaghi - basso
- Morgan Carlson - batteria